# Giacôbê Lưu Đan Quế
Giacôbê Lưu Đan Quế (sinh 1953) là một giám mục người Đài Loan của Giáo hội Công giáo Rôma. Ông nguyên là Giám mục chính tòa Giáo phận Tân Trúc trước khi từ nhiệm vì vấn đề sức khỏe. Ngoài ra, ông cũng từng đảm nhận các vị trí khác như Tổng Thư ký Hội đồng Giám mục Trung Quốc, Đài Loan và Giám mục Phụ tá Tổng giáo phận Đài Bắc, Đài Loan.

## Tiểu sử
Giám mục Giacôbê Lưu Đan Quế sinh ngày 11 tháng 6 năm 1953 tại Tungshih, thuộc Đài Loan. Sau quá trình tu học dài hạn tại các cơ sở chủng viện theo quy định của Giáo luật, ngày 12 tháng 11 năm 1981, Phó tế Lưu, 28 tuổi, tiến đến việc được truyền chức linh mục. Tân linh mục cũng là thành viên của linh mục đoàn Giáo phận Đài Trung.
Sau 17 năm thực hiện các công việc mục vụ trên năng quyền và trách nhiệm của một linh mục, ngày 18 tháng 5 năm 1999, tin tức từ Tòa Thánh loan báo việc Giáo hoàng đã tuyển chọn linh mục Giacôbê Lưu Đan Quế, 46 tuổi, gia nhập vào giám mục đoàn Công giáo hoàn vũ, với vị trí được trao phó là Giám mục Phụ tá Tổng giáo phận Đài Bắc và danh hiệu Giám mục Hiệu tòa Accia. Lễ tấn phong cho vị giám mục tân cử được tổ chức sau đó vào ngày 14 tháng 8 cùng năm, với phần nghi thức chính yếu được cử hành bởi 3 giáo sĩ cấp cao. Chủ phong cho vị tân chức là Tổng giám mục Giuse Địch Cương, Tổng giám mục chính tòa Tổng giáo phận Đài Bắc. Hai vị còn lại, với vai trò phụ phong, gồm có Giám mục Giuse Vương Dũ Vinh, Giám mục chính tòa Giáo phận Đài Trung và Giám mục Phêrô Lưu Chấn Trung, Giám mục chính tòa Giáo phận Gia Nghĩa. Tân giám mục chọn cho mình châm ngôn:Justice and love.
Năm năm sau đó, ngày 4 tháng 12 năm 2004, Tòa Thánh thông báo việc thuyên chuyển Giám mục Lưu, rời Đài Bắc đến nhận chức danh và nhiệm sở mới là Giám mục Chính toa Giáo phận Tân Trúc. Bất ngờ, chỉ vài tháng sau đó, ngày 30 tháng 5 năm 2005, Tòa Thánh công bố chấp thuận đơn xin về hưu của vị giám mục trẻ tuổi họ Lưu. Nhiệm vụ của ông chấm dứt từ đây.
Ngoài các chức danh được Tòa Thánh bổ nhiệm Giám mục Lưu còn đảm nhận vị trí Tổng Thư ký Hội đồng Giám mục Trung Quốc [Đài Loan] trong thời gian ngắn từ ngày 25 tháng 4 năm 2003 đến ngày 1 tháng 8 năm 2004.